# Маргарет-Рівер
Ма́ргарет-Рі́вер (англ. Margaret River) — місто на південному заході штату Західна Австралія, розташоване в долині однойменної річки Маргарет, за 277 кілометрів на південь від Перта.
Територія навколо міста відома як «Винний Регіон Маргарет», щороку завдяки винному виробництву і туризму, цю територію відвідує близько 500 000 туристів.